# Disteniíneos
Disteniíneos (Disteniinae) é uma subfamília de coleópteros da família Disteniidae; compreende 34 gêneros, em quatro tribos.

## Sistemática
- Ordem Coleoptera
  - Subordem Polyphaga
    - Infraordem Cucujiformia
      - Superfamília Chrysomeloidea
        - Família Disteniidae
          - Subfamília Disteniinae (Thomson, 1860)
            - Tribo Cyrtonopini (Gressitt, 1940)
            - Tribo Disteniini (Thomson, 1860)
            - Tribo Dynamostini (Lacordaire, 1869)
            - Tribo Heteropalpini (Villiers, 1980)